# جيمس دبليو. باركنسون
جيمس دبليو. باركنسون (بالإنجليزية: James W. Parkinson)‏ هو محامي أمريكي، ولد في 1 أكتوبر 1949.